# Tricholabus adventicius
Tricholabus adventicius är en stekelart som först beskrevs av Stephen Donald Hopper 1938.  Tricholabus adventicius ingår i släktet Tricholabus och familjen brokparasitsteklar. Inga underarter finns listade i Catalogue of Life.